# Friedrich Lehmann (Landrat)
Friedrich Lehmann war ein deutscher Jurist, Amtshauptmann und Landrat.

## Leben und Wirken
Nach Schulbesuch und Studium der Rechtswissenschaften legte er am 20. Oktober 1920 die juristische große Staatsprüfung ab. Er trat in den öffentlichen Dienst ein und wurde zum Regierungsrat befördert. Beschäftigt war er in der Amtshauptmannschaft Chemnitz.
Mit Wirkung vom 1. November 1938 wurde er zum Amtshauptmann in der Amtshauptmannschaft Chemnitz ernannt, nachdem er seit April 1938 diese Funktion bereits kommissarisch wahrgenommen hatte. Er blieb dort, ab 1. Januar 1939 mit der neuen Amtsbezeichnung Landrat, bis zum Ende des Zweiten Weltkrieges.